# پرواز عروسی

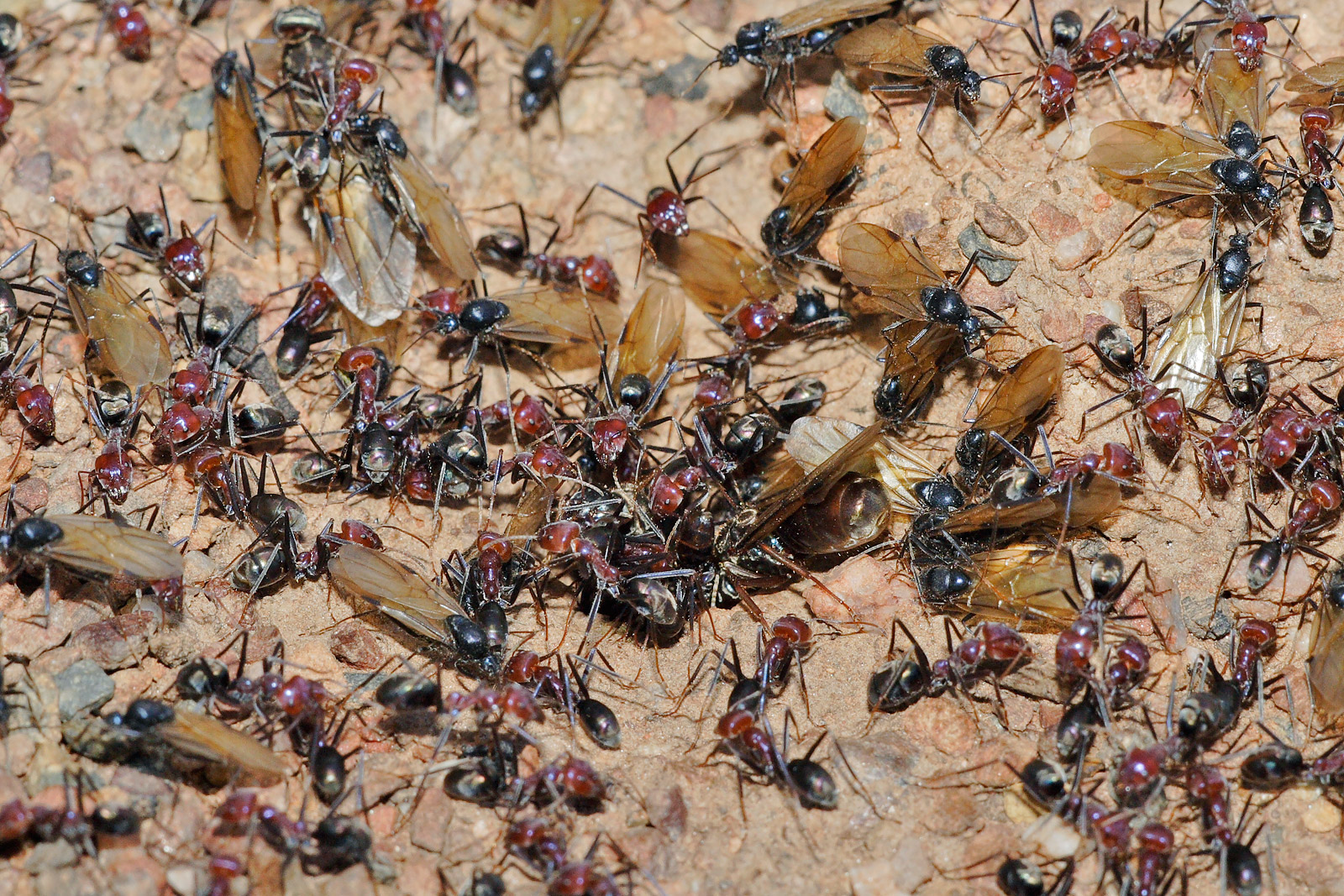
ازدحام در لانه مورچه گوشتی

پرواز عروسی (به انگلیسی: Nuptial flight) گام مهمی در تولیدمثل بیشتر مورچه‌ها، موریانه‌ها و برخی گونه‌های زنبور عسل است. همچنین در برخی از گونه‌های مگس مانند Rhamphomyia longicauda دیده می‌شود.
در طول پرواز، ملکه‌های باکره با نرها جفت‌گیری می‌کنند و سپس فرود می‌آیند تا یک کلنی جدید راه‌اندازی کنند، یا دربارهٔ زنبورهای عسل، جایگزینی کلنی کندوی موجود را ادامه دهند.
نوع بالدار مورچه‌ها و موریانه‌ها به نام alates شناخته می‌شود.